# Марк Туллий (децемвир)
Марк Туллий или Марк Атилий (лат. Marcus Tullius; Marcus Atilius) — государственный деятель эпохи Царского Рима.
Валерий Максим считает, что Марк имел номен Туллий, а Дионисий Галикарнасский — Атилий. Он был одним из децемвиров священнодействий, которые были ответственными за хранение Сивиллиных книг в царствование Тарквиния Гордого. Марк Туллий был подкуплен Петронием Сабином, чтобы он позволил ему сделать копию этих книг, и был впоследствии наказан царем, будучи зашитым в мешок и брошенным в море. Такое наказание впоследствии применялось в Древнем Риме по отношению к изменникам и предателям отечества.